# VentureVision
VentureVision fue una empresa fundada por Robert Hesler en 1982 en la ciudad de Grand Prairie, Texas. La empresa, la cual contaba con una plantilla de personal diminuta, produjo una sola cosa: Rescue Terra I, un videojuego para la videoconsola Atari 2600. El juego se vendió pobremente, y la empresa tuvo que cerrar sus puertas. Como curiosidad, antes de cerrar la empresa tenía en desarrolló un videojuego llamado Inner Space, el cual fue recogido por la empresa Imagic, siendo renombrado Laser Gates.